# Johan Daniel van Hoven
Johan Daniel van Hoven (* 20. August 1705 in Hanau; † 1793 in Kampen (Niederlande)) war Professor der Geschichte und Beredsamkeit in Lingen, sowie der Theologie in Kampen.

## Leben
Van Hoven wurde als Sohn einer aus den Niederlanden geflüchteten Familie geboren. Er studierte an den Universitäten Marburg und Utrecht. 1728 wurde er Professor der Geschichte und Beredsamkeit am Akademischen Gymnasium in Lingen/Ems. Er wurde 1739 zum Konsistorialrat ernannt mit Sitz und Stimme bei der Regierung der zum Königreich Preußen gehörenden Grafschaft Tecklenburg-Lingen. 1757 wurde er Professor der Theologie in Kampen.